# Michel-Albert Bergès
Michel-Albert Bergès, francoski general, * 1894, † 1950.